# Промисловість рідкісних і напівпровідникових металів
Промисловість рідкісних і напівпровідникових металів ( англ. rare metals and semi-conductor materials industry) — галузь кольорової металургії, підприємства якої добувають і збагачують руди рідкісних металів, виробляють концентрати, хімічні сполуки, рідкісні метали і сплави на їх основі та напівпровідникові матеріали. Промисловість рідкісних металів — галузь техніки, яка почала розвиватися на початку XX ст. Виробництво літієвих концентратів вперше розпочато в США (1905 р. — 72 т), рубідію і цезію розвинулося тільки за останні 50 років, берилій ще в 1930-х роках майже не мав практичного застосування, але вже в 1960 р. виробництво його концентратів досягало 10 тис. т. Виробництво урану в ряді країн світу різко зросло після 1942—1943 рр.
В кінці XX ст. спостерігалося збільшення використання рідкісних металів. Тільки в 1990-і роки в 1,2–1,4 раза збільшилося світове споживання Zr, V, Ge, Ga, In; в 1,5 — 2,0 раза — TR, Nb, Ta, Li, Sr, Re. Основними країнами — споживачами рідкісних металів є США, Японія, країни ЄС. Нові імпортери з'явилися в країнах Південно-Східної Азії. Одним з найбільших експортерів рідкісних металів став Китай. У перспективі прогнозується зростання попиту на більшість рідкісних металів щорічно на: 10-15 % — для Се, Nd; 5-10 % — Ga, Ge, Re; 3-5 % — Nb, Ta, Li, Sr, Y, In, Bi; 1-3 % — V, Be, Se, Te, Cd. Світові запаси Р.е. достатні для задоволення попиту на них, але можливий певний дефіцит Zr, Ta, Ge, Re, In.
В Україні вироблення рідкіснометалевої продукції почалося з освоєнням 1939 року Маріупольського цирконового родовища в Донецькій області. На базі Малишівського родовища титано-цирконових пісків введено в дію Верхньодніпровський (Вільногірський) гірничо-металургійний комбінат, де вироблялися титановий, рутиловий, цирконовий концентрати та хім. сполуки цирконію. В кінці XX ст. в Україні розвинуте виробництво зливків цирконію (Придніпровський хім. завод), зливків гафнію (Придніпровський хім. завод та Донецький ХМЗ), порошків цирконію та зливків ніобію (Донецький ХМЗ), титанової губки (Запорізький титано-магнієвий комбінат), зливків титану та лігатур для титанових сплавів на основі рідкісних металів: ванадію, ніобію, цирконію, молібдену та інших (Донецький ХМЗ). Сьогодні в Україні здійснюється виробництво губчатого титану і зливків на основі рідкісних металів (молібдену, вольфраму, ванадію — Донецький ХМЗ), зливків цирконію (Придніпровський ХМЗ).
Останніми роками спостерігається зростання використання рідкісних металів. З 1990 року більш ніж у 3 раза зросло споживання ґалію, в 2,5 раза — рідкісноземельних металів та індію, майже в 2 рази — ніобію і літію, в 1,7 раза — титану і ніобію. Щорічні темпи зростання попиту на більшість рідкісних металів на початку XXI ст. становлять 10 — 15 %. Для одержання вольфрамової, молібденової, ванадієвої продукції використовується привозна сировина (Донецький ХМЗ, Світловодський комбінат твердих сплавів та тугоплавких металів). Напівпровідникові матеріали на основі кремнію та германію виробляються на Донецькому ХМЗ, Світловодському ЗЧМ, Запорізькому заводі напівпровідників.